# La gente quiere saber
La gente quiere saber fue un programa de televisión emitido por La 1 de TVE en 1973.

## Formato
Dirigido por Narciso Ibáñez Serrador, con guiones de Tico Medina y presentación de José María Íñigo cada semana un personaje relevante de la actualidad cultural, social o artística española se sometía a una entrevista en profundidad en la que se comprometía a responder a las 20 preguntas que le formulaba el público presente en el plató.
El que iba a ser primer programa de la serie no superó la censura de la época y no llegó a emitirse, pues la cantante Massiel se declaró no fascista y cuestionó las bases del matrimonio tradicional.
Otros personajes invitados fueron Pastora Imperio, Antonio Bienvenida, Antonio Ruiz Soler, Xavier Cugat, Álvaro de Laiglesia o José Manuel Urtain.